# Wadi al-Kheder
Wadi al-Kheder este un curs de apă, afluent al râului Balikh.